# Адамсово острво (Нови Зеланд)
Постоје и друга Адамсова острва, укључујући још једно подантарктичко. Види Адамсова острва (вишезначна одредница) за остала значења.
Адамсово острво је део архипелага Окландских острва. Површине је око 100 km² и углавном је састављено од планина. На остврву се гнезде многе птице, а неке од њих припадају ендемским врстама. 